# Cnides
Cnides is een geslacht van kevers uit de familie van de loopkevers (Carabidae). De wetenschappelijke naam van het geslacht is voor het eerst geldig gepubliceerd in 1862 door Motschulsky.

## Soorten
Het geslacht Cnides omvat de volgende soorten:
- Cnides angustatus (Solier, 1849)
- Cnides brevipennis Jeannel, 1938
- Cnides jeanneli Ueno, 1985
- Cnides longestriatus Emden, 1949
- Cnides longulus Jeannel, 1958
- Cnides obtusus Jeannel, 1958
- Cnides putzeysi Jeannel, 1927
- Cnides rostratus Motschulsky, 1862
- Cnides spinicollis Jeannel, 1937